# East Central Franklin
East Central Franklin es un territorio no organizado ubicado en el condado de Franklin, Maine, Estados Unidos. Según el censo de 2020, tiene una población de 805 habitantes.

## Geografía
La localidad está ubicada en las coordenadas 44°58′24″N 70°19′26″O / 44.97333, -70.32389. Según la Oficina del Censo de los Estados Unidos, tiene una superficie total de 443.6 km², de la cual 443.1 km² corresponden a tierra firme y 0.5 km² están cubiertos de agua.

## Demografía
Según el censo de 2020, hay 805 personas residiendo en la localidad. La densidad de población es de 1.8 hab./km². El 92.30% de los habitantes son blancos, el 0.12% es afroamericano, el 0.50% son amerindios, el 0.50% son asiáticos, el 1.12% son de otras razas y el 5.47% son de una mezcla de razas. Del total de la población, el 1.49% son hispanos o latinos de cualquier raza.